# Centrognathus bimaculatus
Centrognathus bimaculatus är en skalbaggsart som beskrevs av Moser 1913. Centrognathus bimaculatus ingår i släktet Centrognathus och familjen Cetoniidae. Inga underarter finns listade.